# 레벨현
레벨현(러시아어: Ревельская губерния)은 1719년부터 1783년까지 존재했던 러시아 제국의 현으로 현도는 레벨(현재의 탈린)이다. 현재의 에스토니아에 걸쳐 있었다. 1719년 스웨덴이 에스토니아 공국을 대북방 전쟁에서 승리한 러시아 제국에 할양하면서 신설되었으며 1783년 예스틀랸디야현으로 개편되었다.